# سیارک ۱۳۰۵
سیارک ۱۳۰۵ (به انگلیسی: 1305 Pongola، نامگذاری:1928OC) هزار و سیصد و پنجمین سیارک کشف شده‌است که در ۱۹ ژوئیه ۱۹۲۸ کشف شد.
قدر مطلق سیارک برابر ۱۰٫۶۵ است.